# Зруйнований сон Люка
«Зруйнований сон Люка» (англ. Luke's Shattered Sleep) — американська короткометражна кінокомедія режисера Хела Роача 1916 року.

## У ролях
- Гарольд Ллойд — Одинокий Люк
- Бібі Данієлс
- Снуб Поллард
- Чарльз Стівенсон
- Біллі Фей
- Фред С. Ньюмейєр